# Абрамов, Яков Иванович
Я́ков Ива́нович Абра́мов (28 сентября [11] октября 1900, Малышево, Муромский уезд — 25 марта 1969, Новгород) — советский государственный, политический и партийный деятель, работник органов безопасности, депутат Верховного Совета СССР 1-го созыва (1941—1946), депутат Верховного Совета РСФСР 3-го созыва (1951—1955), председатель Пензенского облисполкома (1948—1949).

## Биография
Родился в 1900 году в д. Малышево Владимирской губернии.
Член РКП(б) с 1925 года. В 1930-е годы — работник НКВД. Окончив коммунистический вуз им. Я. Свердлова в Москве в 1932 году, направлен в Марийскую автономную область. Ответственный (1-й) секретарь Оршанского (1933—1935), Сернурского (1935—1937) РК ВКП(б), 3-й секретарь Марийского обкома ВКП(б) (1938). Член Марийского ОБИК (1935—1937).
На выборах 26 июля 1938 года был избран в Верховный Совет Марийской АССР первого созыва. На следующий день новоизбранный Верховный Совет утвердил состав первого правительства республики — Совета Народных Комиссаров Марийской АССР. Председателем СНК Марийской АССР стал Яков Абрамов. В этой должности он был до 1943 года: вследствие конфликта с Ф. Навозовым по решению ЦК ВКП(б) отозван из Марийской АССР и направлен в Пензенскую область. Был избран депутатом Верховного Совета СССР 1-го созыва от Марийской АССР в Совет Национальностей в результате выборов 16 февраля 1941 года.
С июня 1948 года по апрель 1949 года — председатель Пензенского облисполкома.
С июня 1949 года — первый заместитель председателя Новгородского облисполкома.
С 1951 по 1955 год был депутатом Верховного Совета РСФСР третьего созыва.
Скончался 25 марта 1969 в Новгороде.

## Награды
- Орден «Знак Почёта»